# Storby, Uskela
Storby (finska: Isokylä) är en by och stadsdel i Salo i det finländska landskapet Egentliga Finland. Byn ligger vid Uskela å nära Salo stadscentrum.
Storby korsas av motorväg E18 (Riksväg 1) och stamväg 52. I området finns också Storbytunneln på motorväg E18, som är 450 meter lång. Storby gränsar till de tidigare kommungränserna mellan Halikko och Kuusjoki samt till Uskela å. I Storby, på kullen Munamäki, finns också en TV-mast som är 120 meter hög från marken.

## Historia
Storby är en av de gamla byarna i Uskela socken och har tidigare tillhört Uskela kommun, som år 1967 uppgick i Salo stad. I Storby låg Uskela församlings gamla moderkyrka fram till 1800-talet. Kyrkan var tvungen att rivas år 1825 efter ett jordskred vid Uskela å, eftersom en del av marken under kyrkan hade försvunnit. Numera finns det kvar endast en del av kyrkogården samt klockstapeln som färdigställdes år 1749.